# Coupe du Liberia féminine de football
La coupe du Liberia féminine de football est une compétition de football féminin créée en 2002.

## Palmarès
| Saison | Vainqueur                                                   | Score                                                       | Finaliste                                                   |
| ------ | ----------------------------------------------------------- | ----------------------------------------------------------- | ----------------------------------------------------------- |
| 2002   | Earth Angels                                                |                                                             | Professional Sisters                                        |
| 2003   | inconnu                                                     | inconnu                                                     | inconnu                                                     |
| 2004   | Tito United                                                 | 1-0                                                         | Earth Angels                                                |
| 2005   | inconnu                                                     | inconnu                                                     | inconnu                                                     |
| 2006   | Earth Angels                                                | 3-0                                                         | Kortie IE                                                   |
| 2007   | inconnu                                                     | inconnu                                                     | inconnu                                                     |
| 2008   | Earth Angels                                                | 1-0                                                         | Blanco FC                                                   |
| 2009   | Pro Anchors                                                 |                                                             | Earth Angels                                                |
| 2010   | Earth Angels                                                |                                                             |                                                             |
| 2011   | Earth Angels                                                | 2-1                                                         | Pro Anchors                                                 |
| 2012   | inconnu                                                     | inconnu                                                     | inconnu                                                     |
| 2013   | Earth Angels                                                | 1-1 5-4 tab                                                 | Senior Pros                                                 |
| 2014   | Blanco FC                                                   | 3-2 ap                                                      | Earth Angels                                                |
| 2015   | inconnu                                                     | inconnu                                                     | inconnu                                                     |
| 2016   | Earth Angels                                                | 5-0                                                         | Determine Girls                                             |
| 2017   | inconnu                                                     | inconnu                                                     | inconnu                                                     |
| 2018   | Earth Angels                                                | 4-2                                                         | Blanco FC                                                   |
| 2019   | Earth Angels                                                | 5-0                                                         | Blanco FC                                                   |
| 2020   | Compétition abandonnée en raison de la pandémie de Covid-19 | Compétition abandonnée en raison de la pandémie de Covid-19 | Compétition abandonnée en raison de la pandémie de Covid-19 |
| 2021   | Earth Girls                                                 | 1-0                                                         | Senior Female Professionals                                 |
| 2022   | Determine Girls                                             | 4-2                                                         | Ambassadors FC                                              |
| 2023   | Determine Girls                                             | 2-1                                                         | Shaita Angels                                               |
| 2024   | Shaita Angels                                               | 0-0 (4-3tab)                                                | World Girls                                                 |
| 2025   | Determine Girls                                             | 3-0                                                         | World Girls                                                 |